# 犬飼公之
犬飼 公之（いぬかい きみゆき、1944年1月 - ）は、日本の日本文学研究者。専門は古代文学。宮城学院女子大学名誉教授。

## 経歴
長野県松本市生まれ。1964年二松學舍大学文学部卒業、1966年國學院大學大学院文学研究科修士課程修了、1972年國學院大學大学院文学研究科博士課程中退。1977年、宮城学院女子大学・女子短期大学講師、1978年同助教授、1985年同教授。1986年、「鏡の目覚書」などの業績により第三回上代文学会賞を受賞。琉球の組踊についても著書を出しており、2005年に第27回沖縄文化協会賞（仲原善忠賞）を受賞した。2011年宮城学院女子大学を定年退職、後、名誉教授。

## 著書

### 単著
- 『影の古代』（桜楓社・1991年）
- 『影の領域』（桜楓社・1993年）
- 『埋もれた神話―古代日本人の人間創成』（おうふう・1995年）
- 『琉球組踊―玉城朝薫の世界』（瑞木書房・2004年）
- 『アララギと万葉―正岡子規と扇畑忠雄論』（おうふう・2015年）

### 共編著
- 『古代のコスモロジー―日本文学の枠組み』（緒方惟章、立花直徳、山田直巳共著、おうふう・2000年）
- 『沖縄研究―仙台から発信する沖縄学』（宮城学院女子大学附属キリスト教文化研究所・2010年）

ほか多数。